# Тарасенко Володимир Андрійович
Володимир Андрійович Тарасенко (рос. Владимир Андреевич Тарасенко; 13 грудня 1991, м. Ярославль, СРСР) — російський хокеїст, правий/лівий нападник. Виступає за «Детройт Ред Вінгз» у Національній хокейній лізі. Майстер спорту.
Вихованець хокейної школи «Сибір» (Новосибірськ). Виступав за  «Сибір-2» (Новосибірськ), «Сибір» (Новосибірськ), «Сибірські Снайпери» (Новосибірськ), СКА (Санкт-Петербург), «Сент-Луїс Блюз», «Нью-Йорк Рейнджерс», «Оттава Сенаторс», «Флорида Пантерс».
В чемпіонатах НХЛ — 805 матчів (300+352), у турнірах Кубка Стенлі — 121 матч (49+24).
У складі національної збірної Росії учасник зимових Олімпійських ігор 2014 (5 матчів, 0+1); учасник чемпіонатів світу 2011 і 2015 (15 матчів, 5+3). У складі молодіжної збірної Росії учасник чемпіонатів світу 2010 і 2011. У складі юніорської збірної Росії учасник чемпіонату світу 2009.
Батько: Андрій Тарасенко та брат Валентин теж хокеїсти.
Досягнення
- Срібний призер чемпіонату світу (2015).
- Переможець молодіжного чемпіонату світу (2011).
- Срібний призер юніорського чемпіонату світу (2009).
- Учасник матчу всіх зірок НХЛ (2015, 2016, 2017, 2023).
- Володар Кубка Стенлі (2019, 2024).